# 美原県
美原県（びげん - けん）は、中国にかつて設置された県。現在の陝西省富平県美原鎮に相当する。

## 概要
500年（景明元年）、北魏により北地郡銅官県より分割設置された土門県を前身とする。605年（大業2年）、隋により廃止され、華原県に統合された。618年（義寧2年）に再び土門県が設置されたが、643年（貞観17年）に廃止されている。
671年（咸亨2年）、唐は富平県及び華原県の一部に美原県を設置、県治を旧土門県に設置した。690年（天授元年）、美原県は宜州に、701年（大足元年）には雍州に移管されている。905年（天祐2年）には鼎州の州治とされた。
五代十国時代になると後梁は美原県を同州の管轄としたが、まもなく耀州に移管。以降宋金代に沿襲された。1264年（至元元年）、元朝は美原県を廃止し、富平県に統合した。